# Arthur Butz
Arthur Butz (ur. 10 listopada 1933) – profesor elektrotechniki na Northwestern University w Evanston, Illinois, negacjonista, współpracownik Institute for Historical Review. Autor książki The Hoax of the Twentieth Century: The case against the presumed extermination of European Jewry negującej holokaust.